# Principios generales del derecho
Los principales principios generales del derecho son los enunciados normativos más generales que a pesar de no haber sido integrados formalmente en los ordenamientos jurídicos particulares, recogen de manera abstracta el contenido de un grupo de ellos. Son conceptos o proposiciones de naturaleza axiológica o técnica que informan la estructura, la forma de operación y el contenido mismo de las normas, grupos normativos, conjuntos normativos y del propio derecho como totalidad.
Estos principios son utilizados por los jueces, los legisladores, los creadores de doctrina y por los juristas en general, ya sea para integrar derechos legales o para interpretar normas jurídicas cuya aplicación resulta dudosa.

## Características de los principios generales del derecho
Los principios generales del derecho son enunciados normativos que expresan un juicio deontológico acerca de la conducta a seguir en cierta situación o sobre otras normas del ordenamiento jurídico. Cada uno de estos principios es un criterio que expresa un deber de conducta para los individuos, el principio o un estándar para el resto de las normas. El hacer cumplir los deberes del individuo es su prioridad.
Además, se aplica en defecto de la ley o de la costumbre.

## Naturaleza y fundamento
Respecto a los principios generales del derecho se ha desarrollado una polémica acerca de si ellos son extraños o externos al derecho positivo, o si son una parte de él.
Según la posición de la escuela del derecho natural racionalista de los siglos XVII y XVIII, los principios generales, serían una estructura de principios racionales separados del derecho positivo y superiores al mismo. El iusnaturalismo clásico entiende que el derecho, natural y positivo, es razonable y, por tanto, existen principios de sensatez que dan unidad y coherencia al sistema jurídico. Lo sumamente insensato o irrazonable no es derecho para esta escuela.
Según la doctrina positivista, los principios mencionados serían una parte del derecho positivo. Sin embargo, nunca podrían imponer una obligación que no fuera sancionada por el mismo ordenamiento positivo por lo que se entiende que cada ordenamiento positivo tiene sus particulares principios generales y que no existen principios jurídicos de carácter universal.
La posición racionalista escinde el derecho en dos órdenes jurídicos específicos y distintos: el natural y el positivo –el primero conforme a la razón, es decir son normas que emanan de la naturaleza y son de carácter axiólogico, y el segundo, producto de la voluntad del sistema político. Otra posición indica que el derecho, producto típicamente humano, es una obra de la inteligencia humana: ella es la que descubre, desarrolla y combina criterios que enuncian un comportamiento entendido como justo; por ello, el derecho también es llamado jurisprudencia, es decir, de lo justo, y la prudencia se entiende como un hábito de la inteligencia. Si bien el derecho, conjunto de criterios, es obra de la inteligencia, su efectivo cumplimiento, el comportarse los hombres de acuerdo a los criterios jurídicos, es obra de la voluntad.
En todo caso, es claro que los principios del derecho son de carácter racional (no son principios ontológicos). Técnicamente, principio del derecho es una proposición lógicamente anterior sobre un punto de derecho. Esta proposición debe preceder a un juicio, a un razonamiento: puede ser, por ejemplo, el presupuesto de un efecto jurídico o la fattispecie por la que se sanciona. Así, del principio pacta sunt servanda se desprende que el leasing firmado hoy debe cumplirse mañana, y el principio neminen laedere justifica que las lesiones merezcan prisión. Estos principios son los primeros argumentos de los que parte el resto del razonamiento jurídico, el presupuesto de justificación de las leyes, de los derechos subjetivos, de los deberes y de los vínculos jurídicos.
Los primeros principios se extraen de la realidad que predefine el razonamiento jurídico. Y como los razonamientos más complejos no son sino composición de ideas más simples, los principios más primordiales serán un simple juicio de valor, una afirmación de lo que vale, un pro (algo). Así, por ejemplo, consta el pro homine, pro natura, que juzgan que el hombre y la naturaleza se estiman como un valor muy elevado. De ahí se derivan el in dubio pro…, en caso de duda sobre dos normas, sobre dos interpretaciones, sobre dos penas… se estará a la más favorable a lo que se considera valioso. Y todos los principios pro… también han de ensamblarse con el primer principio de la razón práctica, por el que debe hacerse el bien y evitarse el mal: en consecuencia, habrá que hacer y proteger lo bueno para Dios, para el hombre y para la naturaleza, y evitar lo que los dañe.
Según la fórmula Riofrío, los fines, valores y bienes jurídicos fundamentan y dan contenido a los primeros principios del Derecho, y, a su vez, estos principios fundamentan las normas, contratos y todo el sistema jurídico dotándoles de una base sensatez y racionalidad.

## Funciones de los principios
Cada principio tiene su propio ámbito de acción y su propia efectividad, lo cual no afecta la contribución de todos al fin común de un orden interamericano justo, democrático y estable. 
Los principios generales del derecho tienen tres funciones que tienen incidencia importante en las normas del ordenamiento, estas son: la función creativa, la función interpretativa, y la función integradora.
1. La función creativa establece que antes de promulgar la norma jurídica, el legislador debe conocer los principios para inspirarse en ellos y poder positivizarlos.
2. La función interpretativa implica que al interpretar las normas, el operador debe inspirarse en los principios, para garantizar una cabal interpretación.
3. La función integradora significa que quien va a colmar un vacío legal, debe inspirarse en los principios para que el derecho se convierta en un sistema hermético.
4. La función informadora de todo el ordenamiento jurídico, llenando los vacíos jurídicos y las lagunas legales.
5. La función limitativa de las normas y derechos vigentes en el sistema jurídico, que delimita su núcleo esencial o contenido (según se adopte una u otra teoría).

Algunos autores solo mencionan las tres primeras funciones, integrando otros aspectos en ellas. Otros en cambio hablan de siete, ocho o nueve funciones. En todo caso, básicamente son las mencionadas funciones.
Los principios generales del derecho internacional público sirven no solo para guiar el ordenamiento sino también para situaciones donde no esté regulado, los principios como la costumbre sirven para guiar a dos países en guerra
El Art 38 del estatuto de la corte internacional de justicia habla sobre cómo aplicar las convenciones, la costumbre, los principios generales de derecho reconocidos por las naciones civilizadas y decisiones judiciales para la interpretación de las normas.

## Algunos principios generales del derecho
Principios de equidad, libertad, justicia, fraternidad, igualdad, inocencia, jerarquía, entre otros.

### Principios del derecho constitucional
La jurisprudencia alemana, norteamericana y de la gran mayorías de países ha incluido como principios constitucionales (que, sin embargo, no siempre están expresamente en la constitución de los países) los siguientes:
- El principio de igualdad, por el que hay que tratar igual a los iguales y desigual a los desiguales. La exigencia de este trato igual pesa fundamentalmente sobre las autoridades públicas, aunque la jurisprudencia más reciente está imponiendo obligaciones parecidas en el sector privado. Tal identificación entre públicos y privados ha sido cuestionada en la doctrina.[3]
- El principio de jerarquía, que determina la supremacía o inferioridad de las normas. Se discute si aparte de las normas, también son jerarquizables los fines, valores y principios del derecho, así como los derechos de las personas. Doctrinarios como Alexy son renuentes a tales posturas, mientras para Riofrío todo es jerarquizable.[4]
- El principio de proporcionalidad en las penas y en los tributos (o «principio de proporción» según Humberto Ávila[5]), por el que es necesario guardar una proporción entre la gravedad de los crímenes y las penas, así como entre la riqueza y el impuesto.
- El principio de proporcionalidad (también llamado “de razonabilidad”), que nació como un remedio contra los excesos en los que incurrían las decisiones tomadas por el poder legislativo y por el poder ejecutivo. El Tribunal Constitucional alemán descompuso la proporcionalidad en tres subprincipios destinados a controlar una medida (v. gr. una ley, una decisión general, un acto administrativo de efectos generales, etc.) emanada de un sujeto con potestad (v. gr. el representante del Poder Ejecutivo, el Parlamento, alcalde u otra autoridad), en cuanto esta medida se considera desproporcionada, irrazonable, innecesaria e inadecuada. Con este triple test se busca controlar que las decisiones de las autoridades no sean arbitrarias. Alguna jurisprudencia ha aplicado el principio de proporcionalidad a otras cosas (relaciones privadas, derechos, valores, etc.) de una forma que no siempre resulta adecuada.[6]
- El principio de subsidiariedad, por el cual las entidades superiores públicas son incompetentes para venir de eso en aquello que las personas y las sociedades menores son capaces de realizar de manera adecuada.

### Principios generales del derecho privado
- Principio de buena fe: exige una conducta recta u honesta en relación con las partes interesadas en un acto, contrato o proceso. Además de poner al bien público sobre el privado dando a entender que se beneficiará las causas públicas sobre la de los gobernadores o sectores privados.

Hace referencia al obrar con honradez, veracidad, lealtad, lo que lleva implícita la creencia de que se está actuando conforme a lo que prescribe el ordenamiento jurídico.
El principio de la buena fe es de suma importancia en materia de interpretación de la ley, de los contratos, de la posesión, de la prescripción, del matrimonio.
- Pacta sunt servanda: es de carácter absoluto, contemplado en la Convención de Viena de 1969 sobre el Derecho de los Tratados. En su artículo 26 dice taxativamente: «Todo tratado en vigor obliga a las partes y debe ser cumplido por ellos de buena fe».

- Post-factum y la solidaridad ante-factum: se define como unión de intereses o propósitos entre los países, y la cohesión social entre ellos, basada en la dependencia de los Estados.

- Ayuda humanitaria internacional: la ayuda humanitaria es una forma de solidaridad o cooperación, que generalmente es destinada a las poblaciones pobres, o a las que han sufrido una crisis humanitaria, como la provocada por una catástrofe natural o una guerra. Debe seguir los principios humanitarios de imparcialidad, neutralidad, humanidad e independencia operacional.

- Intervención: tiene que ver con que uno o varios Estados por propia autoridad, sin un título jurídico especial, se inmiscuyan en los asuntos internos o internacionales de otro u otros Estados.

- No intervención: el no intervencionismo es la doctrina en política exterior que indica la obligación de los Estados de abstenerse o intervenir, directa o indirectamente, en los asuntos internos de otro Estado con la intención de afectar su voluntad y obtener su subordinación.

## Regulación específica

### Derecho internacional público
El artículo 38.1.c del Estatuto de la Corte Internacional de Justicia considera a los principios generales del derecho una fuente formal del derecho internacional, al lado de la costumbre internacional y los tratados internacionales, por lo cual el tribunal estaría obligado a aplicarlos sin necesidad de que exista una laguna en cuanto al alcance de estas dos últimas fuentes; es decir, opera como fuente autónoma y no subsidiaria.

### Argentina
El antiguo Código Civil de la Nación Argentina, redactado por Dalmacio Vélez Sarsfield, consagraba -desde 1871- en su artículo 16, el siguiente enunciado: «Si una cuestión civil no puede resolverse, ni por las palabras, ni por el espíritu de la ley, se atenderá a los principios de leyes análogas; y si aún la cuestión fuere dudosa, se resolverá por los principios generales del derecho, teniendo en consideración las circunstancias del caso».
Buena parte de la doctrina iusfilosófica nacional ha entendido a este enunciado como una manifestación de la negación de las lagunas jurídicas en el derecho argentino, mientras que otros doctrinarios lo ven como una pauta dirigida al juez en casos concretos en los cuales no haya ley que rija el caso, para que llene las lagunas del derecho con base al derecho natural.

### Colombia
La Constitución Política Colombiana de 1991, en su artículo 230, enseña que los principios generales del derecho son criterios auxiliares en caso de insuficiencia de la ley, es decir, en caso de oscuridad o vacíos normativos, posición antiformalista que influye en la jurisprudencia colombiana desde 1936 –época de la «Corte de Oro»– en una nueva interpretación del artículo 8 de la Ley 153 de 1887, la cual, desde un punto de vista eminentemente influido por la escuela de la libre investigación científica y el conceptualismo alemán, acogió la equidad y los demás principios generales del derecho como punta de lanza para la solución justa de los conflictos jurídicos.

### España
Según el artículo 1.1 del Código Civil, las fuentes del ordenamiento jurídico son la ley, la costumbre y los principios generales del derecho. Y en su artículo 1.4 enuncia: «Los principios generales del derecho se aplicarán en defecto de ley o costumbre, sin perjuicio de su carácter informador del ordenamiento jurídico».

### México
En el derecho mexicano, pues el artículo 14 de la Constitución política vigente señala que los juicios de orden civil deberán fallarse conforme a la letra o a la interpretación de la ley, y a falta de la misma, se fundará en los principios generales del derecho. Este reenvío, según Rafael Preciado Hernández, vincula el derecho mexicano a la mejor tradición iusnaturalista de la civilización occidental. También en la Ley Federal del Trabajo en su artículo 17, se hace un reenvío a los principios generales del derecho y a la equidad, que es uno de ellos. De igual forma, también se establecen en el Código Civil Federal, el Código de Comercio, la Ley General de Instituciones y Procedimientos Electorales, la Ley General de Salud, la Ley General de Educación, y, en prácticamente todos los ordenamientos de carácter federal y local, sean sustantivos o adjetivos.